# Tăureni (gmina)
Tăureni – gmina w Rumunii, w okręgu Marusza. Obejmuje miejscowości Fânațe, Moara de Jos i Tăureni. W 2011 roku liczyła 989 mieszkańców.